# بنارآزادگان
بنارآزادگان، روستایی است از توابع بخش آب‌پخش در شهرستان دشتستان استان بوشهر ایران.

## جمعیت
این روستا در دهستان درواهی قرار داشته و براساس سرشماری سال ۱۳۸۵ جمعیت آن ۸۵۴نفر (۱۶۳خانوار) می‌باشد.

## وضعیت جغرافیایی
وجه تسمیه:
بنار، بناری: بنار محل‌های که کاروان و مسافران جهت استراحت و بیتوته در آن محل‌ها استفاده می‌کردند. روستاهایی که پیشوند بنار دارند در مسیر جاده و راه بوده‌اند و بنه به کسره (ه) و اضافه شدن (ار) به بنار تغییر کرده‌است.
موقعیت جغرافیایی روستا:
روستای بنارآزادگان در بخش آبپخش شهرستان دشتستان استان بوشهر قرار دارد. فاصله آن تا آبپخش ۱۰ کیلومتر و تا شهر برازجان مرکز شهرستان دشتستان ۲۵ کیلومتر می‌باشد. در این روستا حدود ۱۰۰۰ نفر ساکن هستند که کار آن‌ها کشاورزی و نخلداری می‌باشد.
روستای بنارآزادگان یکی از پرجمعیت‌ترین روستاهای بخش آبپخش است که درموقعیت ۵۰ درجه و ۵۹ دقیقه طول جغرافیایی و ۲۹ درجه و ۱۸ دقیقه عرض جغرافیایی قرارگرفته‌است. ارتفاع آن از سطح دریا۱۰ متر است. در جنوب آن رودخانه حلّه، غرب آن روستای دشتی، شرق آن بنارسلیمانی و در شمال آن نخلستان انبوه و بسیار زیبای روستا قرار گرفته‌است.

## موقعیت اجتماعی روستا
به موازات «رودخانه حلّه» از قدیم‌الایام مردمانی سخت کوش، شجاع و دیندار گرد هم آمده‌ و با استفاده از نعمت آب، زمین حاصلخیز و جلگه که به «چم» موسوم است، زندگی روستایی خود را بنیان نهند. درسال‌هایی که زمستان پربار و پرنشاط و سرمست است، کشاورزی و دامداری دراین روستا از رونق فراوانی برخوردار است. ازسال ۱۳۱۸ هجری شمسی که بنای سدانحرافی بر روی رودخانه شاهپور در نزدیکی سعدآباد گذاشته شد و تا سال ۱۳۲۸ که آب رودخانه به وسیلهٔ نهرهای آبی به اراضی این روستا و روستاهای همجوار هدایت شد، به تدریج بیشتر زمین‌های مرغوب وحاصلخیز زراعتی به زیر کشت نخل رفت به نحوی که هم‌اکنون تعداد نخیلات این روستا بالغ بر۱۲۵۰۰۰ اصله نخل می‌باشد. گذر رودخانه حلّه از ضلع جنوبی روستا علاوه برهدایت سیلاب به زمین‌ها و تولید محصولات کشاورزی و جالیزی موجب ارتزاق عده‌ای نیز از ماهی‌های فراوان آن شده‌است. از ۶۰ سال پیش تاکنون با رسیدن آب رودخانه شاهپور از طریق نهر آب به اراضی بنارآزادگان بیشتر اراضی این روستا در سمت شمال و غرب روستا به زیر کشت نخل رفته، و روستای بنارآزادگان چون نگینی در میان نخلستان‌های سرسبز و خرم خودنمایی می‌کند.
روستا و دفاع مقدس:
مردم روستای بنارآزادگان در ۸ سال دفاع مقدس با تقدیم ۴ نفر شهید یک نفر آزاده و چندین جانباز برگ زرینی در تاریخ شکوه‌مند انقلاب اسلامی ازخود به یادگار گذاشته‌اند، و زن‌ها نیز با درست کردن نان و مربا و ارسال آن به جبهه به رزمندگان کمک می‌کردند.
وضعیت روستا بعد از انقلاب اسلامی:
بعد از انقلاب اسلامی این روستا ازنعمت برق، آب لوله کشی، تلفن ثابت، دکل تقویت تلفن همراه، دفترخدمات پستی، ۲ واحد آموزشی مدرسه راهنمایی پسرانه شهید محمدباقر حسین‌زاده و دخترانه عفاف، ۲ واحد آموزشی دبستان دخترانه شهید محمد جواد بنافی و پسرانه شهید محمد علی رجایی، کتابخانه عمومی، خانه بهداشت روستایی و همچنین مرکزبهداشتی درمانی شهید غلامرضا شادمان که دارای پزشک عمومی، داروخانه و سایر امکانات است برخوردارشده‌است. روستای بنارآزادگان با قریب ۱۲۵۰۰۰ اصله نخل، یکی از بزرگ‌ترین تولیدکنندگان خرمای استان بوشهر است.